# Oto Nemszadze
Oto Nemsadze (Gori, 1989. június 18. –) grúz énekes.

## Élete
2010-ben megnyerte a Geostari (grúzul: ჯეოსტარი) című műsorban. A Holos Krainy (ukránul: Голос країниmit) című műsorban 2013-ban elérte a második helyet.  A Limbo együttessel a 2017-es Eurovíziós Dalfesztivál grúz válogatója részvevője volt.
2019. március 3-an megnyerte a  válogatót így ő képviselte Grúziát a 2019-es Eurovíziós Dalfesztiválon Tel-Avivban, a Sul tsin iare című dallal.
2021-ben ő hirdette ki a grúz szakmai zsűri szavazatait az Eurovíziós Dalfesztiválon.

## Diszkográfia

### Album
- 2013 - A Sea of Thoughts[4]

### Kislemezek
- 2019 - Sul tsin iare

## Fordítás
- Ez a szócikk részben vagy egészben  az   Oto Nemsadze című német Wikipédia-szócikk fordításán alapul.  Az eredeti cikk szerkesztőit annak laptörténete sorolja fel. Ez a jelzés csupán a megfogalmazás eredetét és a szerzői jogokat jelzi, nem szolgál a cikkben szereplő információk forrásmegjelöléseként.